# Teofilakt Lakapin
Teofilakt Lakapin (грч. Θεοφύλακτος Λακαπηνός; 917 – 27. februar 956) bio je vizantijski plemić i evnuh te patrijarh Konstantinopolja.

## Porodica
Roditelji patrijarha Teofilakta su bili vizantijski car Roman I Lakapin i njegova supruga, avgusta Teodora. Teofilaktova sestra je bila carica Jelena Lakapina, preko koje je bio ujak cara Romana II i carice Teodore.

## Biografija
Teofilakt je rođen 917. godine kao najmlađi sin Romana I i Teodore. Roman je hteo Teofilakta učiniti patrijarhom odmah nakon smrti Nikole Mistika, 925, ali je Teofilakt tada bio premlad da postane patrijarh te su pre njega patrijarsi bili Stefan II Carigradski i Trifun Carigradski, kojeg je za patrijarha postavio sam Roman. Roman je Teofilakta dao kastrirati. Uslov koji je Trifunu dao Roman bio je taj da Trifun mora prepustiti svoje mesto Romanovom sinu kad za to dođe vreme.
931. je Roman rekao Trifunu da je došlo vreme da prepusti mesto patrijarha Teofilaktu, ali je Trifun to odbio jer je smatrao da je Teofilakt još uvek premlad. Roman se zatim poslužio lukavstvom te je uz pomoć episkopa Vasilija uspio učiniti da Trifun odstupi sa mesta patrijarha. Trifun se povukao u manastir, gde je umro 933, dok je Teofilakt postao novi patrijarh. Teofilakt je bio treći patrijarh koji je bio carev sin, ali nije ga previše zanimala religija, već više konji, kojih je imao mnogo. Ipak, Teofilakt je poslao misionare Mađarima te je dao savet bugarskom caru Petru I glede bogumila. Takođe, uveo je elemente teatra u vizantijsku liturgiju. Umro je 27. februara 956, nakon šta je pao sa konja.

## Literatura
- Madgearu, Alexandru (2008). „The Mission of Hierotheos: Location and Significance”. Byzantinoslavica. 66: 119—138. Архивирано из оригинала 20. 05. 2020. г. Приступљено 12. 05. 2019.
- Madgearu, Alexandru (2017). „Further Considerations on Hierotheos’ Mission to the Magyars”. Acta Musei Napocensis. 54 (2): 1—16. Архивирано из оригинала 12. 05. 2019. г. Приступљено 12. 05. 2019.